# Tunnel de Santa Lucia
Le tunnel de Santa Lucia (italien : Galleria Santa Lucia) est un tunnel autoroutier monodirectionnel à galerie unique inauguré le 19 mars 2022. Il est le plus long tunnel à 3 voies jamais construit en Europe.

## Construction
Long de 7,7 kilomètres, le tunnel à trois voies creusé par le plus gros tunnelier européen (construit par Herrenknecht) représente la continuité naturelle de la Variante di valico, projet clé dans l'extension de l'autoroute A1, reliant Florence à Bologne, qui traverse la chaîne montagneuse Apennin tosco-émilien. Grâce à un tracé optimisé sur l'autoroute précédemment sinueuse, le tunnel devrait permettre de réduire les d'accidents ainsi que les temps de trajet de dizaines de milliers de voitures et de camions par jour.
Le début du creusement a débuté en juillet 2017. Perçant jusqu'à 122 mètres par semaine à travers la chaîne des Apennins, le tunnelier de 4 800 tonnes excava un total de quelque 1,5 million de mètres cubes de sol et de roche, composé notamment de calcaire, de marne, siltite, de schiste, de grès et surtout constellé de poche de gaz de méthane, risquées pour l'avancement du tunnelier. L'investissement nécessaire à la construction du nouveau tunnel avoisine les 1 milliard d'euros.
Totalisant 6 millions d'heures de travail, 400 à 500 techniciens et ouvriers qualifiés ont travaillé sans interruption à la mise en œuvre de l'excavation, répartis entre Pavimental S.p.A. et 20 autres entrepreneurs. Le chantier a été l'un des premiers en Italie à fonctionner selon les mesures de sécurité imposées par la Covid-19, en observant la distanciation sociale et grâce aux contrôles de température, l'assainissement continu des espaces communs, ainsi que le strict respect des équipements de protection individuelle.

## Entrée en service
Selon le maître d’ouvrage Autostrade per l'Italia, le tunnel devait entrer en service en décembre 2021, mais à la suite de retards, l'ouverture officielle a lieu le 19 mars 2022. 
La construction du nouveau tronçon de l'A1 à trois voies d'une longueur de 18 kilomètres relie Barberino di Mugello et Calenzano, au nord de Florence. L'ouvrage de près de 8 km réduit de 30 % les temps de parcours sur l'A1, et permet au trafic, en direction du sud, de sortir de la Variante di valico. Les quatre voies de l'ancienne route, en revanche, ne sont utilisées que dans la direction nord.
La nouvelle infrastructure renforce l'un des hubs les plus fréquentés du pays, augmentant la capacité du tronçon, qui voit le passage de plus de 100 véhicules par minute en moyenne pendant les heures de pointe. Grâce à ces travaux, la plus grande fluidité du trafic se traduira par un gain pour la collectivité de 1,5 million d'heures par an, réduisant de 30 % le temps de trajet : le confinement des files d'attente et des phénomènes de stop-and-go générera également une réduction des émissions de CO2 quantifiable à -2 000 tonnes par an.